# سكوت كيندال
سكوت كيندال (بالإنجليزية: Scott Kendall)‏ هو متزحلق جبال الألب نيوزيلندي، ولد في 13 يناير 1959.

## وصلات خارجية
- سكوت كيندال على موقع أوليمبيديا (الإنجليزية)
- سكوت كيندال على موقع اللجنة الأولمبية النيوزيلندية (الإنجليزية)